# Harlan Erwin Mitchell

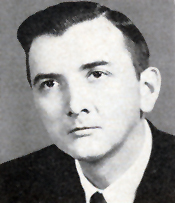
Harlan Erwin Mitchell (um 1960)

Harlan Erwin Mitchell (* 17. August 1924 in Dalton, Georgia; † 13. September 2011 ebenda) war ein US-amerikanischer Politiker. Zwischen 1958 und 1961 vertrat er den Bundesstaat Georgia im US-Repräsentantenhaus.

## Werdegang
Harlan Mitchell besuchte die öffentlichen Schulen seiner Heimat und absolvierte danach die Militärschule The Citadel in Charleston (South Carolina). Während des Zweiten Weltkrieges war er zwischen 1943 und 1946 Oberleutnant in der US Army. Später war er von 1951 bis 1952 Offizier bei der Air Force. Nach einem zwischenzeitlichen Jurastudium an der University of Georgia und seiner im Jahr 1948 erfolgten Zulassung als Rechtsanwalt begann er in Dalton in seinem neuen Beruf zu arbeiten. Von 1952 bis 1956 war er Staatsanwalt im Cherokee-Gerichtsbezirk. Zwischen Januar 1957 und Januar 1958 war er in diesem Bezirk als Richter tätig.
Politisch wurde Mitchell Mitglied der Demokratischen Partei. Nach dem Tod des Kongressabgeordneten Henderson Lovelace Lanham wurde er bei der fälligen Nachwahl für den siebten Sitz von Georgia als dessen Nachfolger in das US-Repräsentantenhaus in Washington, D.C. gewählt, wo er am 8. Januar 1958 sein neues Mandat antrat. Nach einer Wiederwahl bei den regulären Kongresswahlen des Jahres 1958 konnte er bis zum 3. Januar 1961 im Kongress verbleiben.
Im Jahr 1960 verzichtete Harlan Mitchell auf eine erneute Kandidatur für das US-Repräsentantenhaus. Dafür wurde er 1961 Mitglied des Senats von Georgia. Danach zog sich Mitchell aus der Politik zurück. In den folgenden Jahren praktizierte er wieder als Anwalt. Zuletzt lebte er in seinem Geburtsort Dalton.